# 比興
比興手法是中國詩歌中的一種常用的表現手法，“比”即對人或物加以形象化的比喻，“興”即起興，意即借助其他事物作為詩歌開端以引起所要歌詠的内容。
宋朝理学家朱熹認為：“比者，以彼物比此物也”，“興者，先言他物以引起所詠之辭也”。